# Peter Offenburg
Peter Offenburg (* 18. März 1458 in Basel; † 4. Dezember 1514 ebenda) war ein Schweizer Politiker.

## Leben
Peter Offenburg wirkte ab 1495 als Achtburger im Basler Rat und wurde bereits im folgenden Jahr zum Oberstzunftmeister gewählt. 1501 wurde er Statthalter des Bürgermeisters und nach dem Ritterschlag ein Jahr später Bürgermeister, ein Amt, das er bis ans Lebensende bekleidete. Er betrieb die Aufnahme in die Eidgenossenschaft und beschwor 1501 als Vertreter Basels diesen Bund.